# Inge Segall
Ingeborg "Inge" Segall (* 25. Februar 1930 in Hildesheim als Ingeborg Nippert; † 21. August 2020 in Hamburg) war eine deutsche Politikerin der FDP. 

## Leben
Segall war promovierte Volkswirtin. Sie trat 1970 der FDP bei und war von 1973 bis 1977 Mitglied des Kreisvorstandes Main-Taunus und seit 1977 Rheingau-Taunus. Von 1973 bis 1977 war sie Beisitzerin im Landesvorstand der hessischen FDP.
Am 13. Dezember 1984 rückte sie für den ausgeschiedenen Abgeordneten Richard Wurbs in den 10. Deutschen Bundestag nach und schaffte 1987 über die Landesliste Hessen ihre Wiederwahl in den 11. Deutschen Bundestag. Damit war sie insgesamt von 1984 bis 1990 Mitglied des Deutschen Bundestages und Mitglied im Ausschuss für Jugend, Familie und Gesundheit (1983–1987) sowie Mitglied im Petitionsausschuss (1983–1987) und Mitglied im Ausschuss für Umwelt, Naturschutz und Reaktorsicherheit (1987–1990).